# آرامستان ارامنه شازند ۲
قبرستان ارامنه شازند ۲ مربوط به اواخر دوره قاجار - اوایل دوره پهلوی است و در شهرستان شازند، بخش مرکزی، شهر شازند  واقع شده و این اثر در تاریخ ۲۶ اسفند ۱۳۸۷ با شمارهٔ ثبت ۲۶۱۰۶ به‌عنوان یکی از آثار ملی ایران به ثبت رسیده است.